# Индра (деревня)
Индра — деревня в Тавдинском городском округе Свердловской области России. Входит в состав Ленинского сельсовета.

## Географическое положение
Деревня Индра муниципального образования «Тавдинском городском округе» Свердловской области расположена в 1 километре (по автотрассе в 11 километрах) к северу от города Тавда, на левом берегу реки Тавда, напротив города Тавда. 

## Климат
Климат континентальный с холодной зимой и тёплым летом.

## Население
| 2002 | 2010 | 2021 |
| ---- | ---- | ---- |
| 113  | ↘98  | ↘87  |